# Giappone ai Giochi della XX Olimpiade
Il Giappone partecipò ai Giochi della XX Olimpiade che si sono svolti a Monaco di Baviera dal 26 agosto all'11 settembre 1972, con una delegazione di 184 atleti impegnati in 21 discipline per un totale di 113 competizioni. Portabandiera fu il judoka Masatoshi Shinomaki, campione del mondo in carica nella categoria Open.
Il bottino della squadra fu di 29 medaglie: 13 d'oro, 8 d'argento e 8 di bronzo. I giapponesi furono i dominatori nella ginnastica maschile: su otto competizioni conquistarono cinque medaglie d'oro, altrettante d'argento e sei di bronzo. Furono inoltre primi nel medagliere del judo, dove vinsero tre allori su sei, e nella pallavolo, dove giunsero al primo posto nel torneo maschile e al secondo posto in quello femminile. Altre due medaglie d'oro vennero dal nuoto femminile e altrettante dalla lotta libera. L'atleta con più medaglie fu Sawao Katō che ne conquistò tre d'oro e due d'argento nella ginnastica.

## Medaglie
| Medaglia | Nome | Sport              | Evento               |
| -------- | --- | ------------------ | -------------------- |
| Oro      | Sawao Katō | Ginnastica         | Concorso individuale |
| Oro      | Sawao Katō | Ginnastica         | Parallele            |
| Oro      | Akinori Nakayama | Ginnastica         | Anelli               |
| Oro      | Mitsuo Tsukahara | Ginnastica         | Sbarra               |
| Oro      | Sawao Katō Akinori Nakayama Eizō Kenmotsu Mitsuo Tsukahara Shigeru Kasamatsu Teruichi Okamura                                                                                      | Ginnastica         | Concorso a squadre   |
| Oro      | Takao Kawaguchi | Judo               | fino a 63 kg         |
| Oro      | Toyokazu Nomura | Judo               | fino a 70 kg         |
| Oro      | Shinobu Sekine | Judo               | fino a 80 kg         |
| Oro      | Kiyomi Kato | Lotta libera       | Pesi mosca           |
| Oro      | Hideaki Yanagida | Lotta libera       | Pesi gallo           |
| Oro      | Mayumi Aoki | Nuoto              | 100 farfalla         |
| Oro      | Nobutaka Taguchi | Nuoto              | 100 rana             |
| Oro      | Yoshihide Fukao Kenji Kimura Masayuki Minami Jungo Morita Yūzo Nakamura Katsutoshi Nekoda Tetsuo Nishimoto Yasuhiro Noguchi Seiji Oko Tetsuo Satō Kenji Shimaoka Tadayoshi Yokota  | Pallavolo          | Torneo maschile      |
| Argento  | Eizō Kenmotsu | Ginnastica         | Concorso individuale |
| Argento  | Akinori Nakayama | Ginnastica         | Corpo libero         |
| Argento  | Sawao Katō | Ginnastica         | Sbarra               |
| Argento  | Sawao Katō | Ginnastica         | Cavallo              |
| Argento  | Shigeru Kasamatsu | Ginnastica         | Parallele            |
| Argento  | Koichiro Hirayama | Lotta greco-romana | Pesi mosca           |
| Argento  | Kikuo Wada | Lotta libera       | Pesi leggeri         |
| Argento  | Katsumi Matsumura Takako Iida Mariko Okamoto Takako Shirai Makiko Furukawa Keiko Hama Toyoko Iwahara Sumie Oinuma Seiko Shimakage Michiko Shiokawa Noriko Yamashita Yaeko Yamazaki | Pallavolo          | Torneo femminile     |
| Bronzo   | Shigeru Kasamatsu | Ginnastica         | Corpo libero         |
| Bronzo   | Shigeru Kasamatsu | Ginnastica         | Sbarra               |
| Bronzo   | Eizō Kenmotsu | Ginnastica         | Parallele            |
| Bronzo   | Eizō Kenmotsu | Ginnastica         | Cavallo              |
| Bronzo   | Akinori Nakayama | Ginnastica         | Concorso individuale |
| Bronzo   | Mitsuo Tsukahara | Ginnastica         | Anelli               |
| Bronzo   | Motoki Nishimura | Judo               | oltre 93 kg          |
| Bronzo   | Nobutaka Taguchi | Nuoto              | 200 rana             |

## Risultati

### Pallacanestro
| Atleta | Classifica |
| --- | ---------- |
| V · D · M Nazionale giapponese - Pallacanestro ai Giochi della XX Olimpiade 4 Taniguchi · 5 Sugita · 6 Yokoyama · 7 Abe · 8 Sōda · 9 Hattori · 10 Yoshikawa · 11 Sakai · 12 Chigusa · 13 Mori · 14 Somatomo · 15 Numata · All. Shigeyoshi Kasahara | 14°        |
| Nazionale giapponese - Pallacanestro ai Giochi della XX Olimpiade |            |
| 4 Taniguchi · 5 Sugita · 6 Yokoyama · 7 Abe · 8 Sōda · 9 Hattori · 10 Yoshikawa · 11 Sakai · 12 Chigusa · 13 Mori · 14 Somatomo · 15 Numata · All. Shigeyoshi Kasahara                                                                             |            |

### Pallanuoto
| Atleta | Classifica |                     |
| --- | --- | ------------------- |
| V · D · M Nazionale maschile giapponese di pallanuoto · Giochi olimpici - Monaco di Baviera 1972 Oshita • Kuwayama • Takahashi • Yajima • Hashimoto • Nakano • Minegishi • Jihira • Kimura • Yasumi • Arase · CT : - | 13° |                     |
| Nazionale maschile giapponese di pallanuoto · Giochi olimpici - Monaco di Baviera 1972 | |                     |
| Oshita • Kuwayama • Takahashi • Yajima • Hashimoto • Nakano • Minegishi • Jihira • Kimura • Yasumi • Arase · CT: -                                                                                                   | Oshita • Kuwayama • Takahashi • Yajima • Hashimoto • Nakano • Minegishi • Jihira • Kimura • Yasumi • Arase · CT: - | Giappone (bandiera) |